# Grammodes bifasciata
Grammodes bifasciata är en fjärilsart som beskrevs av Petag 1787. Grammodes bifasciata ingår i släktet Grammodes och familjen nattflyn. Inga underarter finns listade i Catalogue of Life.